# Vigoulet-Auzil
Vigoulet-Auzil é uma comuna francesa na região administrativa da Occitânia, no departamento do Alto Garona. Estende-se por uma área de 3.46 km², com 918 habitantes, segundo o censo de 2018, com uma densidade de 270 hab/km².